# Ih-Úl járás (Dzavhan)
Ih-Úl járás (mongol nyelven: 	Их-Уул сум) Mongólia Dzavhan tartományának egyik járása. Területe 3800 km². Népessége kb. 6271 fő.
Székhelye Bujant-Uhá (Буянт-Ухаа), mely 175 km-re északkeletre fekszik Uliasztaj tartományi székhelytől.